# Cosmethis bougainvillicola
Cosmethis bougainvillicola är en fjärilsart som beskrevs av Embrik Strand 1916. Cosmethis bougainvillicola ingår i släktet Cosmethis och familjen mätare. Inga underarter finns listade i Catalogue of Life.